# 창나방과
창나방과(Thyrididae)는 나비목에 속하는 나방과의 하나이다. 창나방상과(Thyridoidea)의 유일한 과로 명나방상과로 분류하기도 한다. 그러나 분지학적 분석에 의해 지지되는 것은 아니다.
대부분의 종은 열대와 아열대 지역에 살고 있다. 4개 아과로 분류하고 있다. 생태에 대해서는 별로 알려진 게 없다. 창나방류 표본은 곤충 박물관 수집품으로는 드물다.

## 분류
- Thyridinae
- Striglininae